# Sergio Cresto
Sergio Cresto (Nova York, Estats Units, 19 de gener de 1956 - Còrsega, França, 2 de maig de 1986) fou un copilot de ral·lis nord-americà d'origen italià.
Fou copilot d'Antonio Tognana, Andrea Zanussi, Jean-Claude Andruet i Attilio Bettega abans que el 1986 esdevingués el copilot d'Henri Toivonen, amb el qual sofrí un accident mortal mentre liderava el Tour de Còrsega a bord de l'imponent Lancia Delta S4 del Grup B, accident que suposà la supressió dels vehicles del Grup B al considerar-los excessivament potents i difícils de controlar.

## Trajectòria

### Resultats en el WRC
| Any  | Pilot                         | Cotxe            | 1       | 2       | 3       | 4       | Posició | Punts |
| ---- | ----------------------------- | ---------------- | ------- | ------- | ------- | ------- | ------- | ----- |
| 1980 | Antonio Tognana               | Fiat 131 Abarth  | FRA Ret |         |         |         | -       | 0     |
| 1983 | Andrea Zanussi                | Lancia Rally 037 | FRA Ret |         |         |         | -       | 0     |
| 1984 | Jean-Claude Andruet           | Lancia Rally 037 | MON DSQ |         |         |         | -       | 0     |
| 1984 | Attilio Bettega               | Lancia Rally 037 |         | FRA 7   | GRE 4   |         | -       | 0     |
| 1985 | Andrea Zanussi                | Lancia Rally 037 | GRE Ret |         |         |         | -       | 0     |
| 1986 | Henri Toivonen Martini Lancia | Lancia Delta S4  | MON 1   | SWE Ret | POR Ret | FRA Ret | 13º     | 20    |

- Referències[3]

### Campionat d'Europa
| Any  | Pilot                         | Cotxe            | 1       | 2     | 3     | 4       | 5       | 6       | 7     | 8       | 9     | 10    | Posició | Punts |
| ---- | ----------------------------- | ---------------- | ------- | ----- | ----- | ------- | ------- | ------- | ----- | ------- | ----- | ----- | ------- | ----- |
| 1983 | Michele Cinotto               | Lancia Rally 037 | FLO 3   | CSM 6 | REG 3 | LAN Ret |         |         |       |         |       |       | ?       | ?     |
| 1983 | Andrea Zanussi                | Lancia Rally 037 |         |       |       |         | GRE 3   | ITA 2   |       |         |       |       | ?       | ?     |
| 1984 | Carlo Capone West Ral·li Team | Lancia Rally 037 | CBR Ret | RCB 1 | CSM 2 | BUL 1   | YPR 3   | POR Ret | GRE 1 | CHI Ret | ANT 1 |       | ?       | ?     |
| 1984 | Attilio Bettega               | Lancia Rally 037 | CBR Ret |       | CBR 2 |         |         |         |       |         |       |       | ?       | ?     |
| 1984 | Andrea Zanussi                | Lancia Rally 037 |         | RCB 4 |       | YPR Ret | HUN Ret | POR 2   | GRE 2 | CHY Ret | ANT 1 | ESP 2 | ?       | ?     |
| 1986 | Henri Toivonen Martini Lancia | Lancia Delta S4  | CSM 1   |       |       |         |         |         |       |         |       |       | ?       | ?     |

- Referències[5]